# Cowley, Gloucestershire
Cowley är en ort och civil parish  i Storbritannien.   Den ligger i grevskapet Gloucestershire och riksdelen England, i den södra delen av landet, 140 km väster om huvudstaden London. Cowley ligger 198 meter över havet och antalet invånare är 337.
Terrängen runt Cowley är platt åt sydost, men åt nordväst är den kuperad. Runt Cowley är det ganska tätbefolkat, med 78 invånare per kvadratkilometer. Närmaste större samhälle är Gloucester, 13,4 km väster om Cowley. Trakten runt Cowley består till största delen av jordbruksmark.